# بادو (بوركينا فاسو)
بادو (بالإنجليزية: Bado) هي منطقة سكنية تقع في بوركينا فاسو في تيكندوغو. يقدر عدد سكانها بـ 749 نسمة .